# Boutigny-sur-Essonne
Boutigny-sur-Essonne település Franciaországban, Essonne megyében. Lakosainak száma 3048 fő (2022. január 1.). Boutigny-sur-Essonne Guigneville-sur-Essonne, Courdimanche-sur-Essonne, Maisse, Milly-la-Forêt, Moigny-sur-École, Vayres-sur-Essonne és Videlles községekkel határos.

## Népesség
A település népességének változása:
| Lakosok száma | 2979 | 3047 | 3062 | 2998 | 2974 | 2963 | 2952 | 2950 | 3048 |
|               | 2013 | 2015 | 2016 | 2017 | 2018 | 2019 | 2020 | 2021 | 2022 |